# Advergaming
El advergaming (del inglés advertising y game) es la práctica de crear videojuegos para publicitar una marca, producto, organización o idea. Esta tipología se da en los juegos desde principios de los ’80, aunque en un principio su utilización fue esporádica, pero creció aceleradamente en los últimos años como consecuencia del crecimiento de la industria del videojuego y la expansión del número de jugadores, así como de la crisis que sufren los medios tradicionales por la migración de las audiencias a los medios digitales. Esto produce una tendencia a la hibridación de contenidos y a la búsqueda de medios alternativos para la difusión de anuncios.

## Finalidad
Los advergames son una nueva herramienta de mercadotecnia y comunicación y sirven para promocionar un producto, una organización o una idea. Son videojuegos que permiten una exposición continua del usuario ante la marca publicitada, el cual puede sentir de manera inmersiva y discreta los valores de dicha marca. En algunos casos, en lo que podría denominarse la máxima expresión en el aprovechamiento de esta técnica, se puede experimentar mediante una simulación el uso del producto, modalidad que utilizan, por ejemplo, las marcas de automóviles.

## Origen
El término "advergame" fue acuñado por Anthony Giallourakis en enero de 2000 y luego mencionado en la columna "Jargon Watch" de la revista Wired en 2001.[cita requerida] Ha sido aplicado a varios juegos en línea gratuitos encargados por grandes empresas.

## Cambios en el panorama publicitario
En los últimos años, se ha producido un crecimiento en la disponibilidad de medios, además de un crecimiento en las posibilidades de consumo al interior de cada medio. No solo han surgido nuevos medios, sino que también diferentes maneras de consumir medios tradicionales. En el caso de los diarios, por ejemplo, la gran mayoría producen, además del soporte papel, versiones en línea que intentan captar nuevos lectores que de otra manera no consumirían este medio. En cuanto a la televisión, también ha aprovechado las posibilidades de internet para diversificar su consumo, que además ya tenía las posibilidades de elegir entre cable, aire o satélite (y hoy día surge también la televisión digital). Esta variedad de posibilidades a la que se han abierto los medios tradicionales, junto con la aparición de nuevos medios, entre ellos los videojuegos que también gozan de una variedad de soportes (internet, consolas, PC, teléfonos celulares, etc.), tiene como consecuencia una fragmentación del consumo por parte del público, lo que hace más difícil hacerle llegar mensajes a través de un solo medio. 

## Público destinatario
Por otro lado, la industria del videojuego ha sabido captar nuevos sectores del mercado que hasta el momento le eran totalmente inalcanzables. La imagen de los consumidores de videojuegos como varones adolescentes entusiastas de la informática se encuentra en retroceso. En la actualidad, los videojuegos son consumidos prácticamente por cualquier fracción de edad y de ambos sexos. Según datos de la Entertainment Software Association, las mujeres mayores de 18 años representan el 30% de la población total de videojugadores y en 2005 el 25% de la población norteamericana mayor de 50 años también formaba parte del público videojugador, lo cual da buena prueba de esta diversificación y segmentación de sus públicos.
Todo esto hace que el sector lúdico se convierta en un mercado interesante para las áreas de marketing de las grandes empresas, que cada vez más lo utilizan como soporte para sus mensajes publicitarios. Pero no sólo las marcas comerciales siguen esta tendencia, sino que también las productoras cinematográficas difunden sus realizaciones a través del advergame y también se utiliza como medio de propaganda por parte de distintas instituciones, como es el ejemplo de Greenpeace, que ya ha lanzado diversos juegos apuntados a la concientización sobre distintas cuestiones. 

## Historia

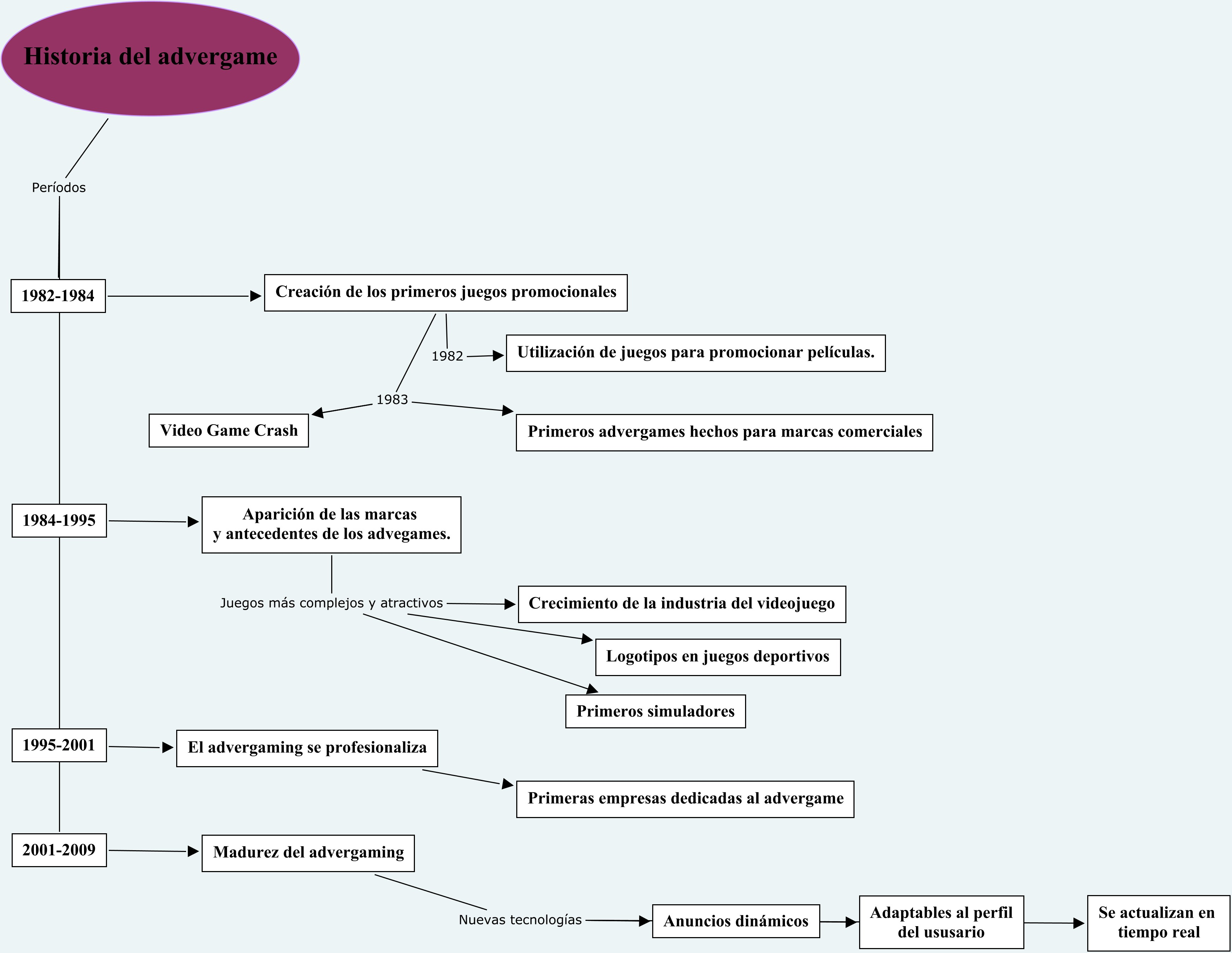
Historia Advergame

Alfonso Méndiz Noguero distingue cuatro etapas:

### Creación de juegos promocionales (1982-1984)
En un principio, los juegos fueron utilizados como estrategia para promocionar películas. En 1982 se lanzó al mercado Tron, basado en la película homónima de Disney. En ese mismo año Sega creó Star Trek: Strategic Operations Simulator, para impulsar el lanzamiento de la película Star Trek II: La ira de Khan. En 1983 Atari produjo el videojuego Star Wars in 3-D, año en el que también las marcas comerciales comienzan a crear sus propios juegos, que en aquella época eran simples y de poca difusión. La primera de ellas fue Johnson & Johnson, con su Tooth Protector. 
Sin embargo, el naciente entusiasmo por este recurso se vio frenado a finales de 1983 por una crisis que los profesionales del rubro llamaron "Video Game Crash", producida por un exceso de oferta combinado con una baja en la demanda de juegos electrónicos. 

### Aparición de las marcas y antecedentes de los advergames (1984-1995)
Luego de la crisis, la industria comenzó a ofrecer juegos más complejos, con mejores desarrollos gráficos y por ende más seductores. Todo esto atrajo nuevamente la publicidad hacia ellos. La inclusión de logotipos comenzó a darse principalmente en juegos deportivos y las principales apariciones pertenecían a los fabricantes y distribuidores de juegos de video. 
En 1987 la mejora en las capacidades gráficas de las PC hacía que el emplazamiento de marcas se volviera mucho más rentable. Comenzaron a aparecer los primeros simuladores, también volvieron los juegos promocionales, que normalmente se hacían en coordinación con una campaña también lanzada en otros medios.
De allí en más, la industria del videojuego siguió creciendo y tomando importancia en el contexto del audiovisual, al punto que lo que en un momento había sido un instrumento de promoción para el cine, tomó en ocasiones el sentido inverso, creándose películas a partir de juegos como Mario Bros.

### Profesionalización de los advergames (1995-2001)
A partir de 1995 comienzan a crearse empresas dedicadas al desarrollo de advergames. Una de las primeras es BrandGames, que trabajó con grandes marcas como Coca-Cola. Otra empresa pionera fue Skyworks, que introdujo los primeros advergames para internet. 
En 1999 una compañía llamada Adaboy presentó la llamada USPTO (United States Patent and Trademark Office), una patente para crear publicidades dentro de los juegos. Desde ese momento, las publicidades se adaptarían a la información demográfica de los posibles jugadores y sería posible por primera vez la medición del ROI (Retorno de la Inversión). Pero todos estos avances tuvieron que esperar al irrumpir una nueva crisis, la de las "puntocom".

### Madurez del advergaming (2002-2009)
A comienzos del 2002 se crea la empresa Massive Incorporated, dedicada a la gestión de emplazamientos de marcas en juegos de video en línea. Desde el 2003 la industria del advergame siguió creciendo, a las promociones de películas cinematográficas se les sumaron las de series televisivas y en 2005 comienzan a revivirse también películas clásicas. Para el 2006 esta modalidad publicitaria alcanza su madurez. Estudios de marketing reconocen su eficacia y ello lleva a una mayor demanda.

## Elementos del juego que afectan a la publicidad
Según Enrique García Pérez, existen una serie de elementos que influyen en el modo de inserción de la publicidad en los videojuegos. Estos determinarán cómo, dónde, en qué momento del juego y con qué forma aparecerá el mensaje publicitario.

### Interactividad
Es un elemento fundamental, ya que es el que brinda la posibilidad de tener un contacto (aunque sea simulado) con el producto que se intenta promocionar y así lograr una experiencia de su uso. 

### Conectividad
La utilización de internet es, en el caso del advergame, un factor más bien accesorio, siendo más útil en el caso del tipo de publicidad in-game (equivalente al emplazamiento de producto), que puede ser actualizada en tiempo real. Sin embargo, sí resulta ventajosa a la hora de medir la llegada de la campaña y de conocer el perfil socio-demográfico del usuario. 

### Perspectiva del jugador
El rol activo del espectador es decisivo en este formato publicitario, fundamentalmente en cuanto a sus posibilidades, el punto de vista desde donde se le permite observar el entorno del juego (primera persona, tercera persona o isométrica) influye en el modo en que se integrará la publicidad al juego.

### Libertad de movimiento
Las posibilidades de acción del jugador son también decisivas a la hora de poder mostrar un producto o marca. 

### Género
Una particularidad de los géneros en los videojuegos es que, a diferencia de lo que sucede en el cine, estos no se dividen solo por temáticas, sino que hacen referencia también a su modo de producción. Este tipo de clasificación nos permite evaluar en qué tipo de juegos y de qué manera se puede producir la experiencia publicitaria del advergame.

## Justificación
Advergaming, o lo que es un juego publicitario, va mucho más allá, busca crear un ambiente en el cliente que le acerque a la marca o producto. En este caso, todos los detalles son importantes desde la imagen hasta el sonido o el propio objetivo del juego.
El advergaming, o juego publicitario, combina eficiencia (para reducir la inversión) y arte (componente esencial de la publicidad). El componente artístico será indispensable para transmitir la compañía o producto, para ello dispondremos no sólo de la parte gráfica sino que además el sonido envolverá al usuario.
La eficacia de esta idea está demostrada por los elevados tiempos de contacto entre la marca y el cliente, que son imposibles de lograr con otros medios. Existen también otros factores como la mayor atención del usuario, lograda gracias al factor interactivo, la predisposición positiva por parte del público, que busca exponerse voluntariamente a la publicidad como medio de entretenimiento, la mejor integración de la marca, la interacción con la marca, la mejora en la memorabilidad y la gran viralidad de los juegos en línea, que son compartidos y recomendados por los mismos usuarios. 
Por otro lado, el advergame y la publicidad interactiva en general, han cambiado completamente el paradigma publicitario vigente en los medios tradicionales, pasando de la unidireccionalidad, es decir, la emisión del mensaje desde una sola dirección, sin respuesta inmediata, a la bidireccionalidad, donde la comunicación se da en ambas direcciones, obteniendo respuestas inmediatas. También se ha pasado del principio de separación entre información y publicidad a la hibridación de estos últimos.Como mensaje híbrido, además, tiene la ventaja de integrar la publicidad al contenido, sin interrumpirlo y sin causar molestias al espectador, quien seguirá viendo el anuncio mientras éste lo entretenga. Y finalmente la intencionalidad persuasiva se ha transformado en la experiencia lúdica. Esto quiere decir que ya no se invita al posible consumidor sólo a ver y "desear", sino que también a experimentar y divertirse al mismo tiempo.